# Шуты (серия картин)

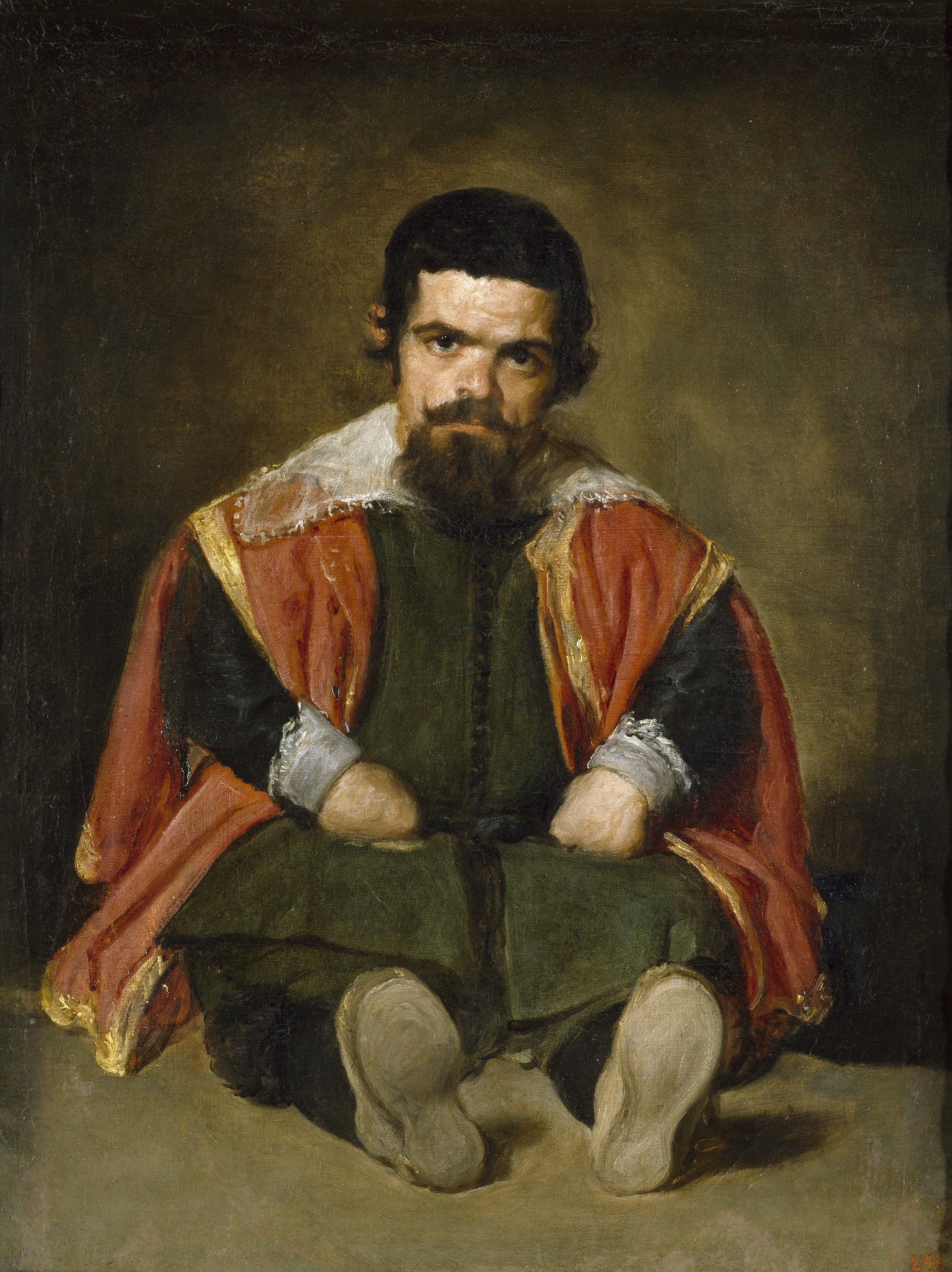
Веласкес. Портрет придворного карлика дона Себастьяна дель Морра

Шуты — серия портретов, изображавших придворных шутов и карликов, кисти художника Веласкеса.

## Предшественники
Шутовские портреты в Испании и ранее писались придворными художниками испанских королей. Они изображали любимых монархами, а также высшей знатью страны карликов и дураков (при дворе Филиппа IV было по крайней мере 110 карликов).
Нидерландский художник Антонис Мор, работавший при дворе Филиппа II и на испанских ноблей, написал несколько картин, из которых известны:

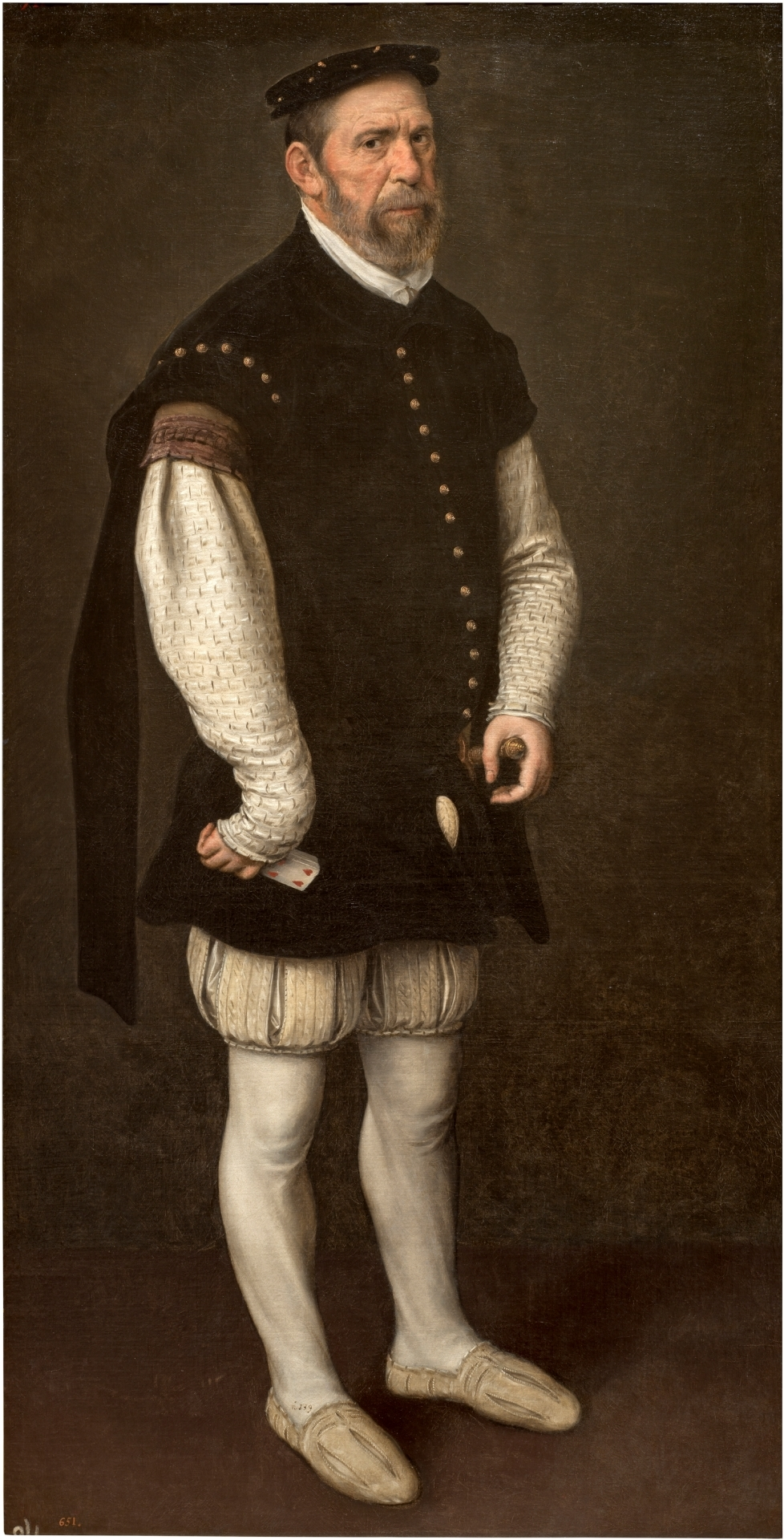
«Пехерон, придворный шут графа Беневенте и великого герцога Альбы», ок.1560
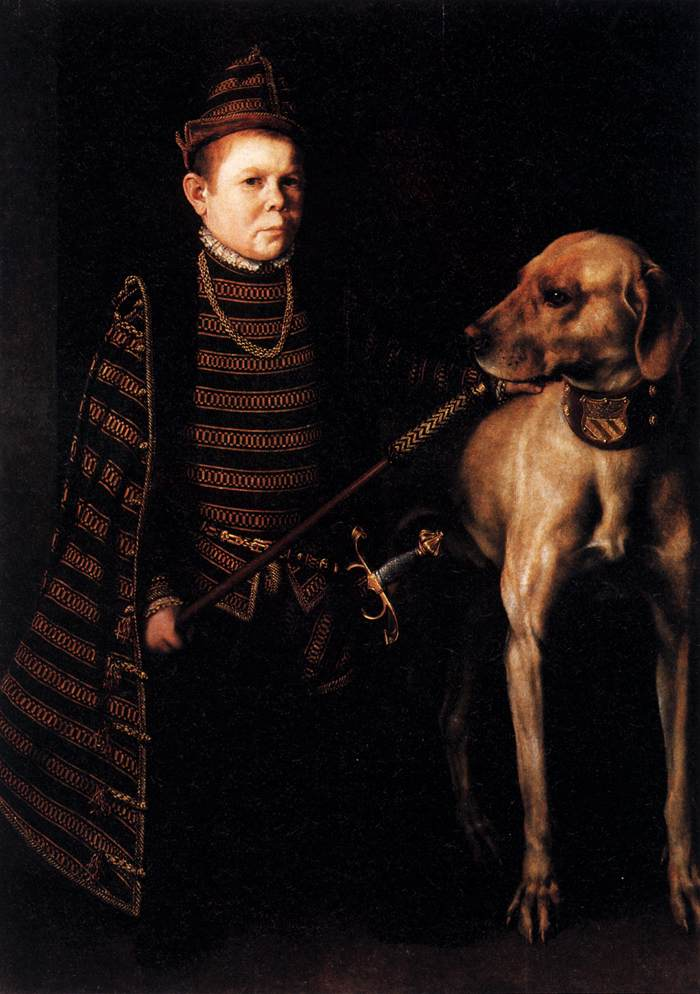
«Станислав, карлик кардинала Гранвелы», ок. 1560

Алонсо Санчес Коэльо написал несколько портретов, которые хранились в мадридском Алькасаре, но до наших дней не сохранились, сгорев при пожаре.
Согласно инвентарию коллекции маркиза де Леганеса (племянника графа-герцога Оливареса), она включала несколько портретов карликов. Один из них, кисти Хуана ван дер Амена сохранился и в настоящий момент находится в Прадо. В списке он именуется «карлик графа де Оливареса». Портрет был частью серии из 8 портретов знаменитых при дворе шутов. По меньшей мере 2 из этих портретов (какие, неизвестно), были написаны Веласкесом. Серия находилась в загородном доме маркиза в Леганесе.

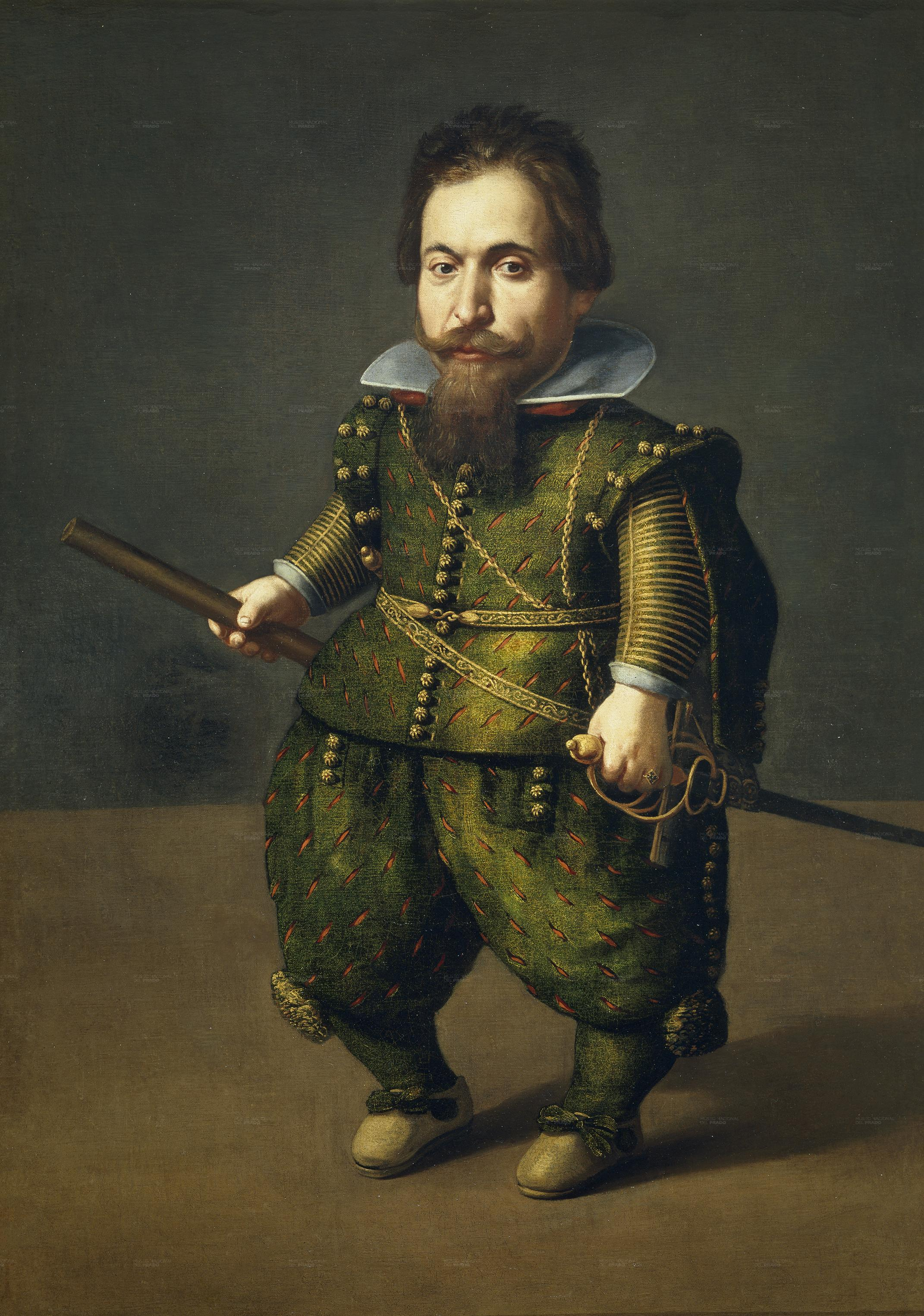
Хуан ван дер Амен, «Портрет карлика», ок. 1616

## Работы Веласкеса
Все, кроме первой, находятся в Прадо. Датировки уточнены по каталогу картин Веласкеса, изд. в 1996 г.

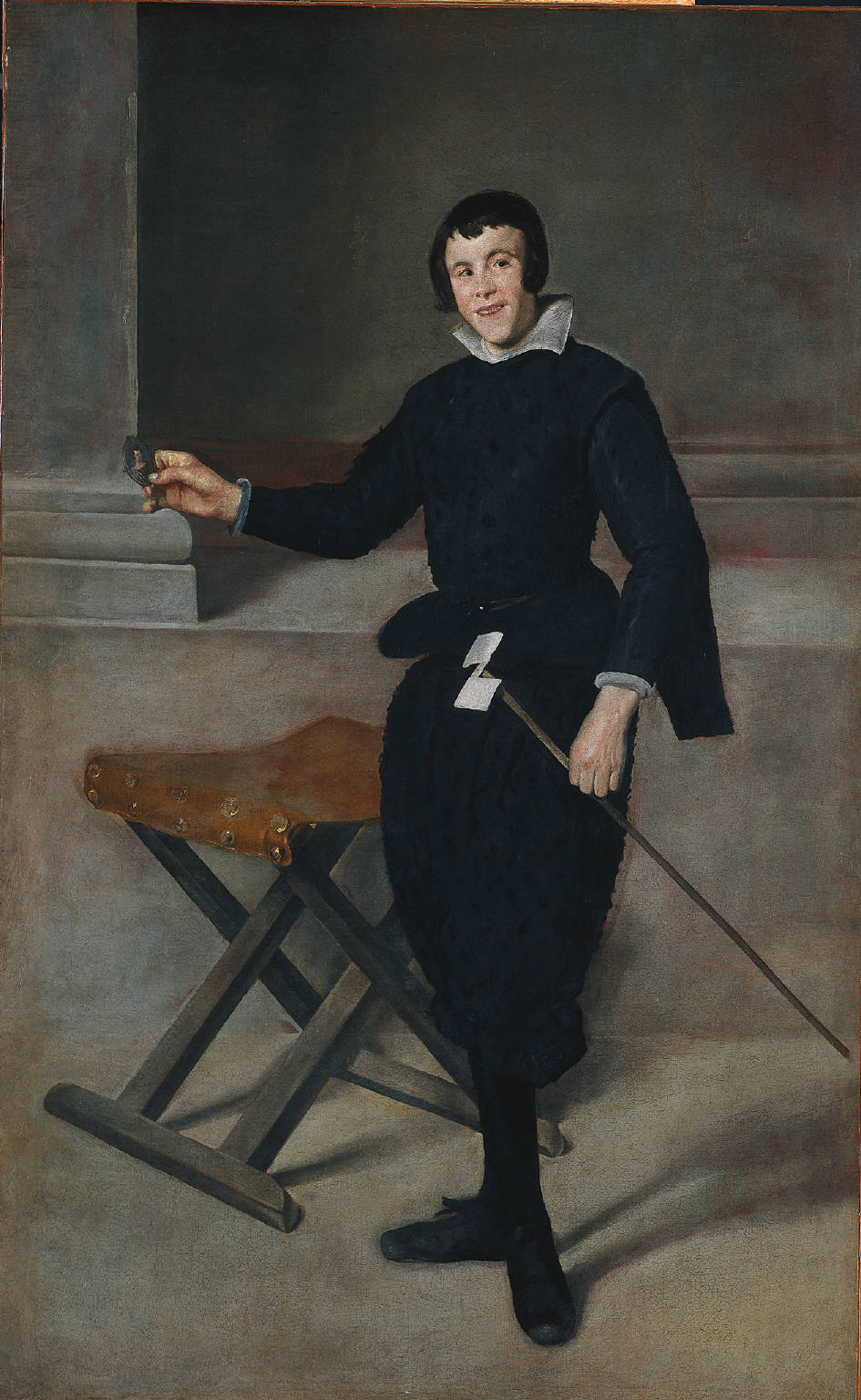
1. Дон Хуан де Калабасас (Кливленд)
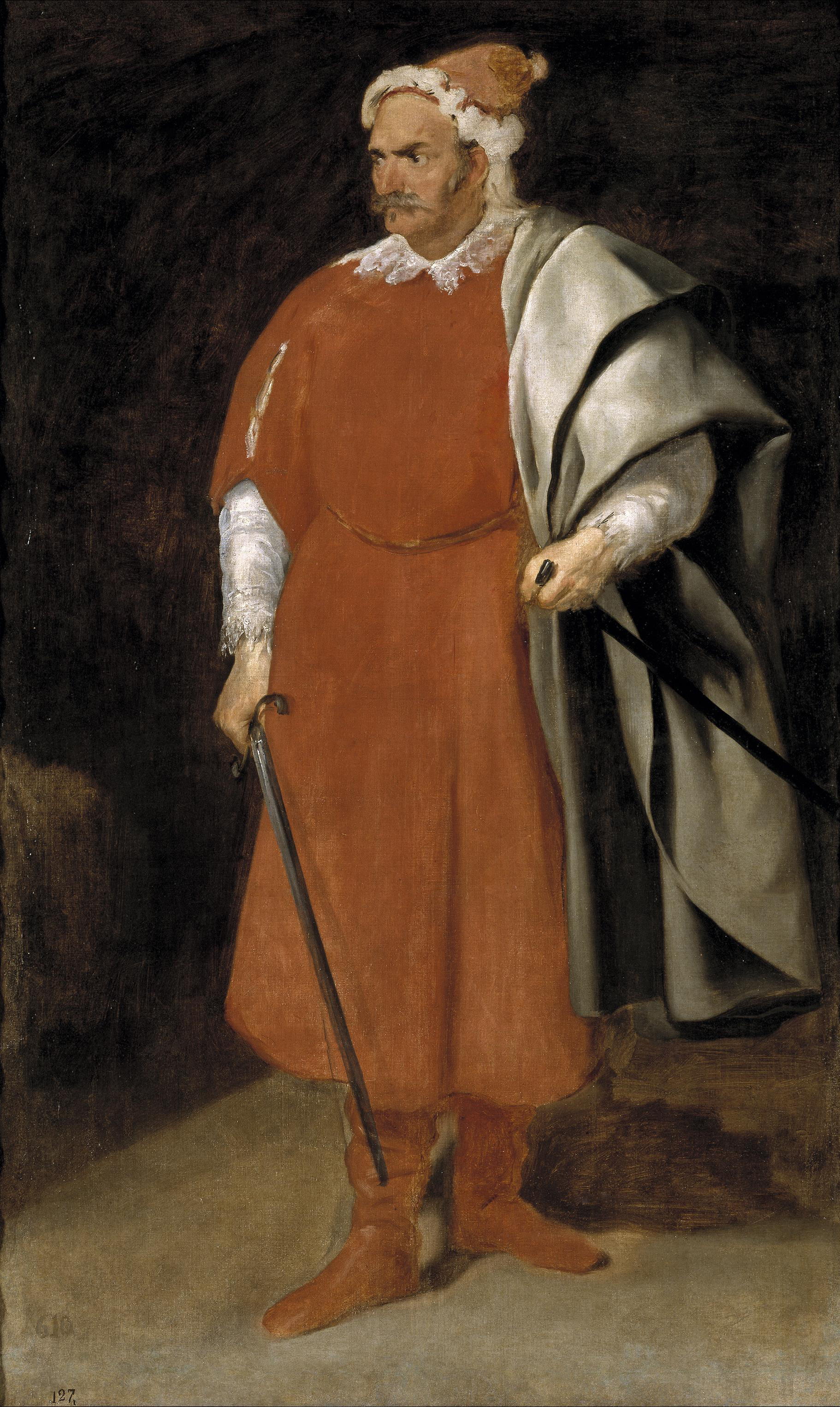
2. Барбаросса
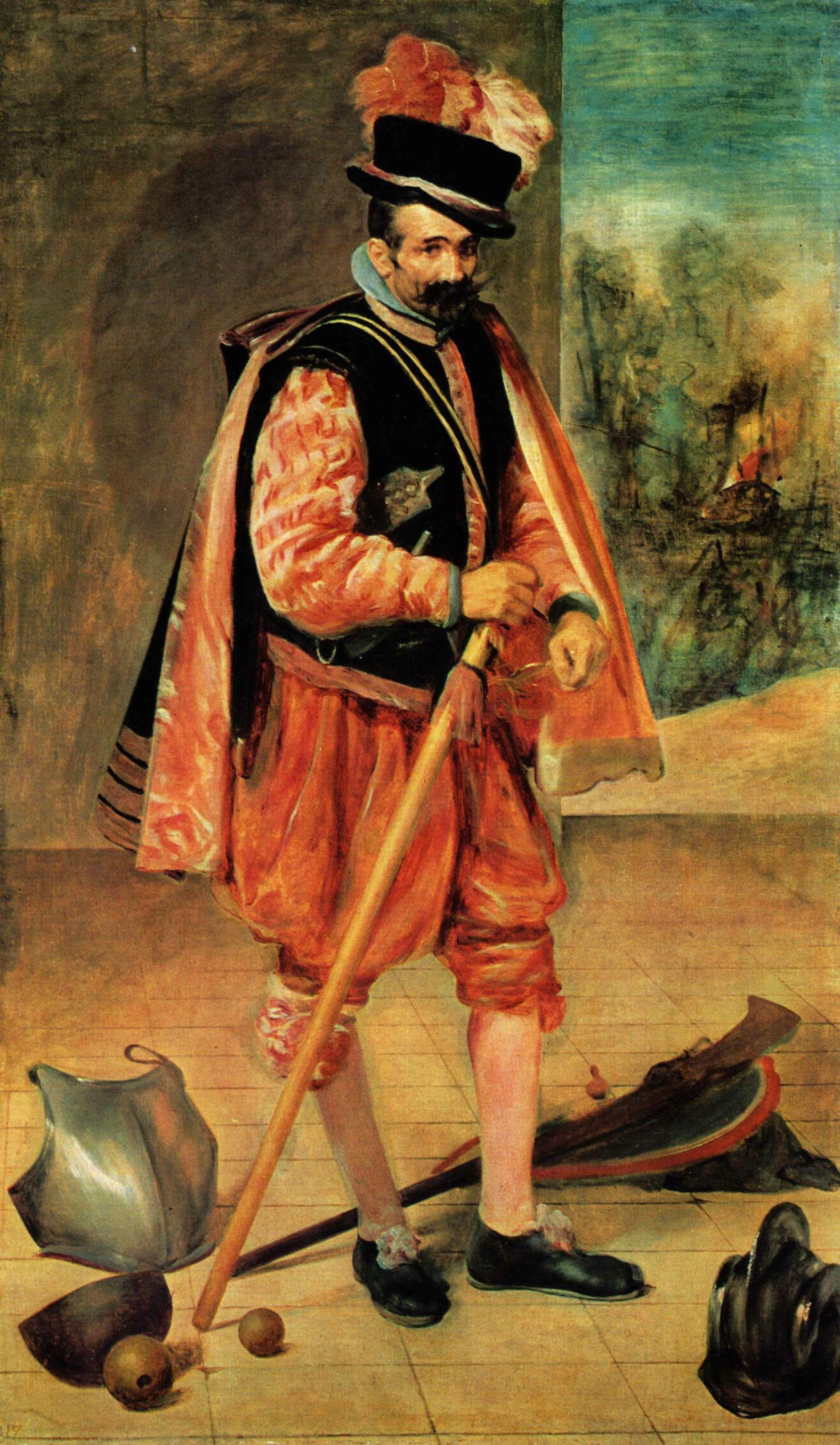
3. Хуан Австрийский
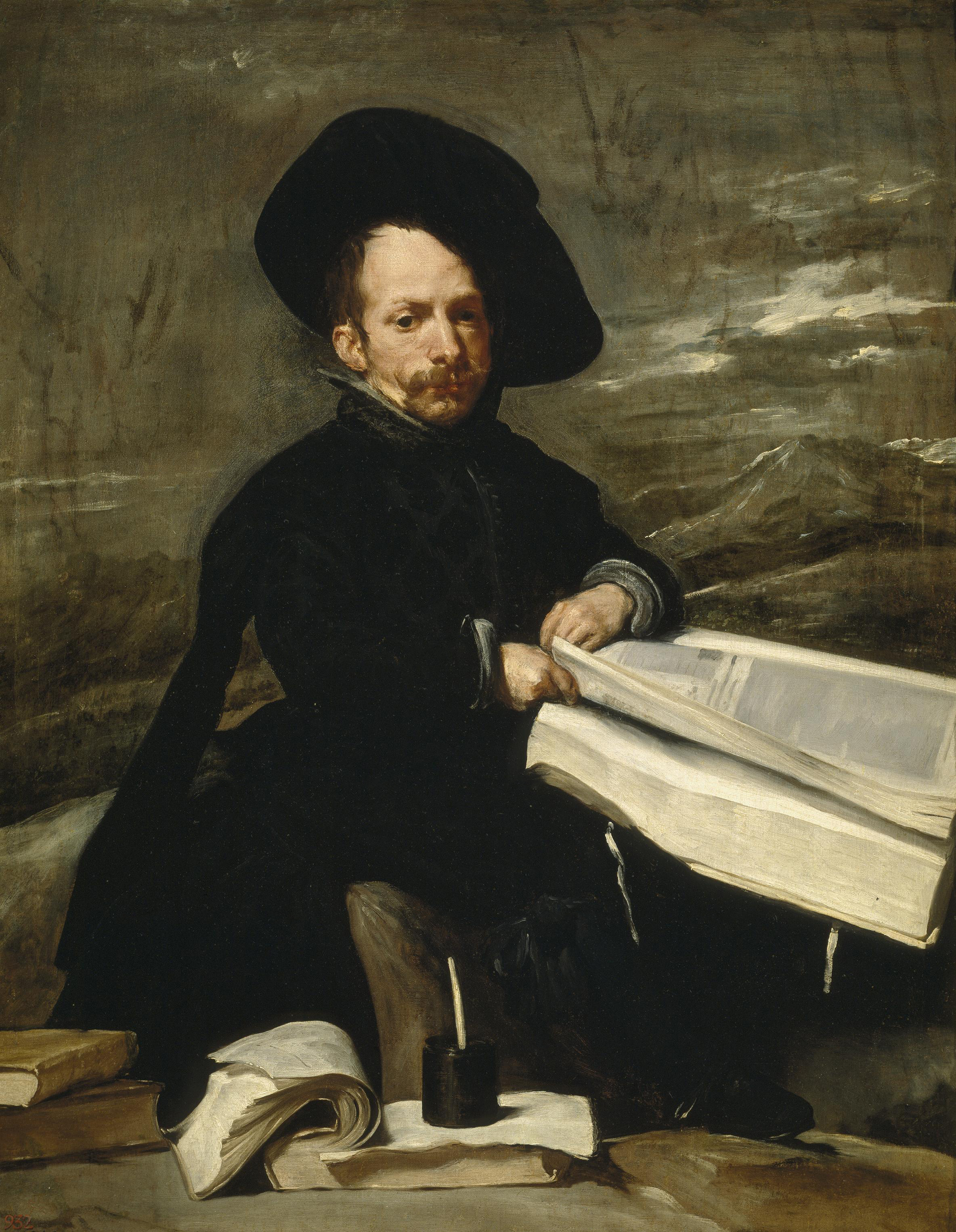
4. Эль Примо
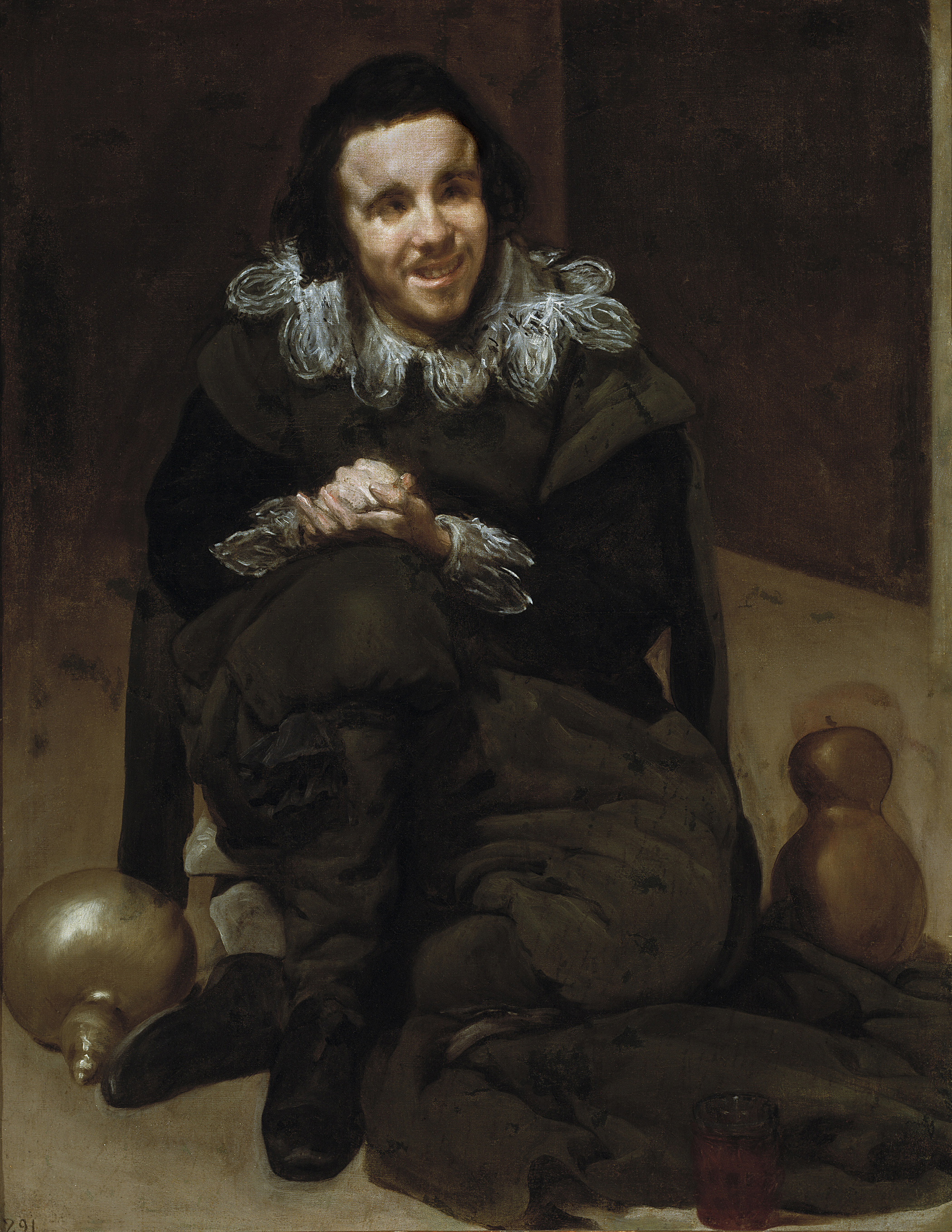
5. Дон Хуан де Калабасас (Прадо)
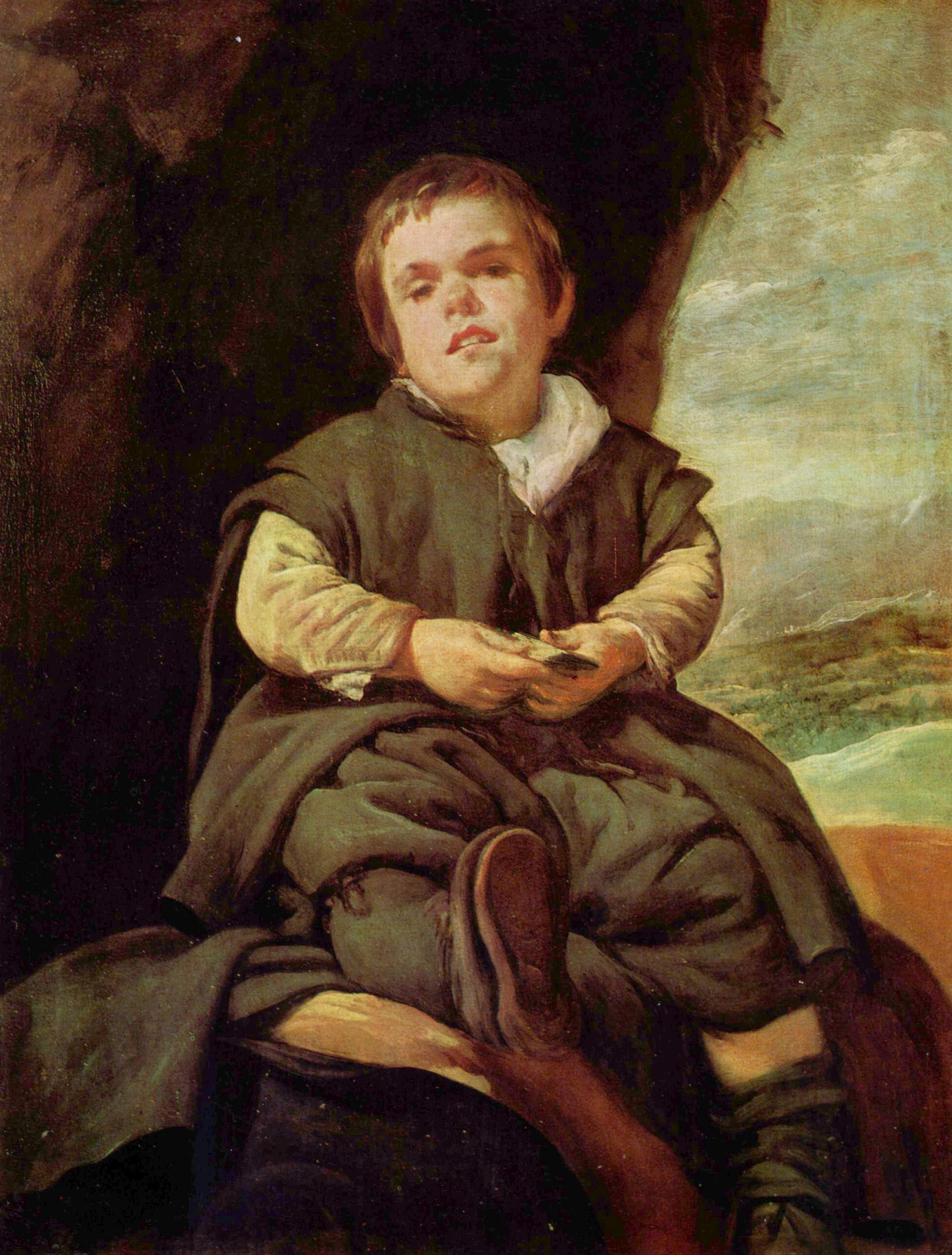
6. Франсиско Лескано
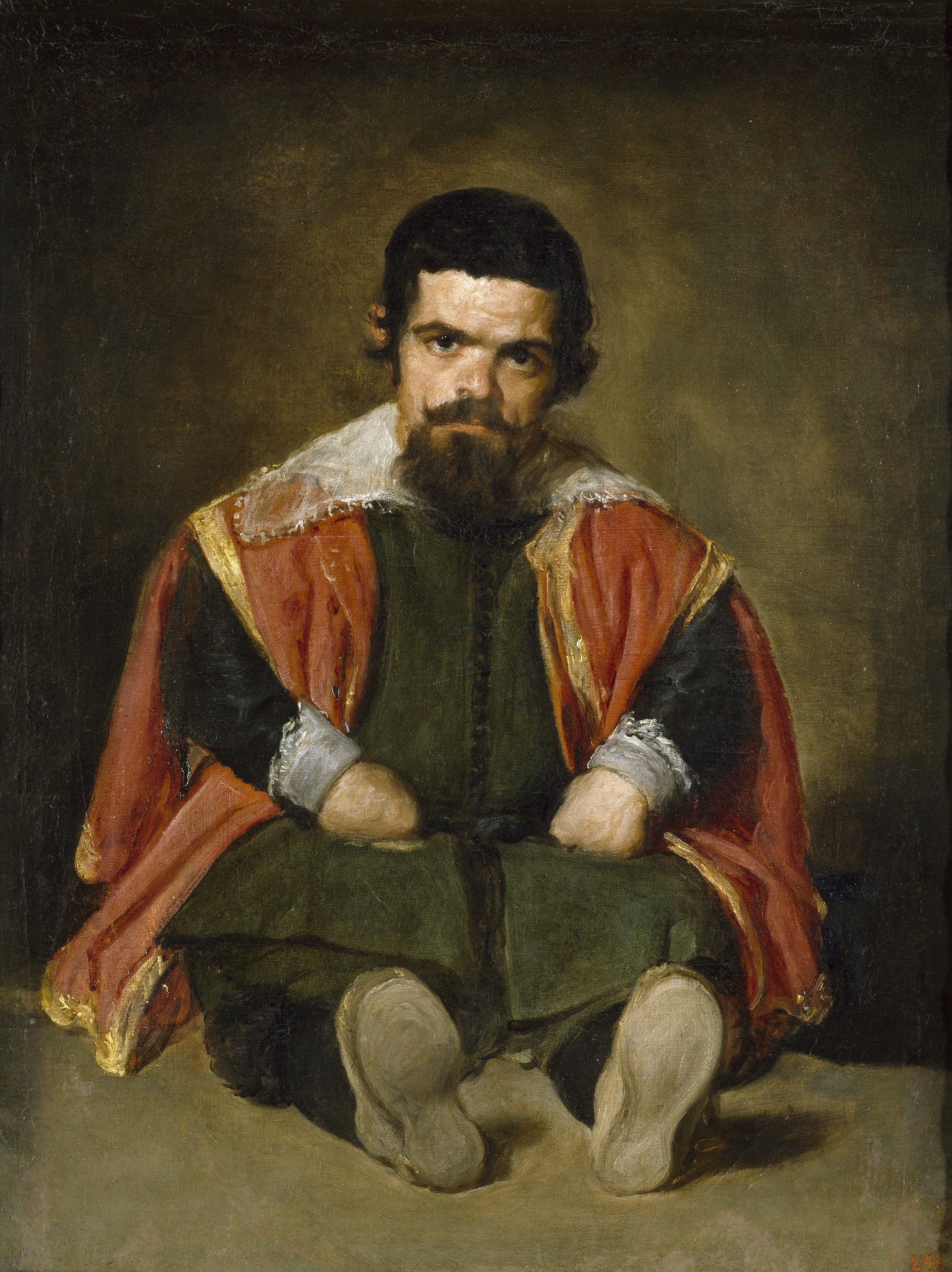
7. Дон Себастьяно дель Морра
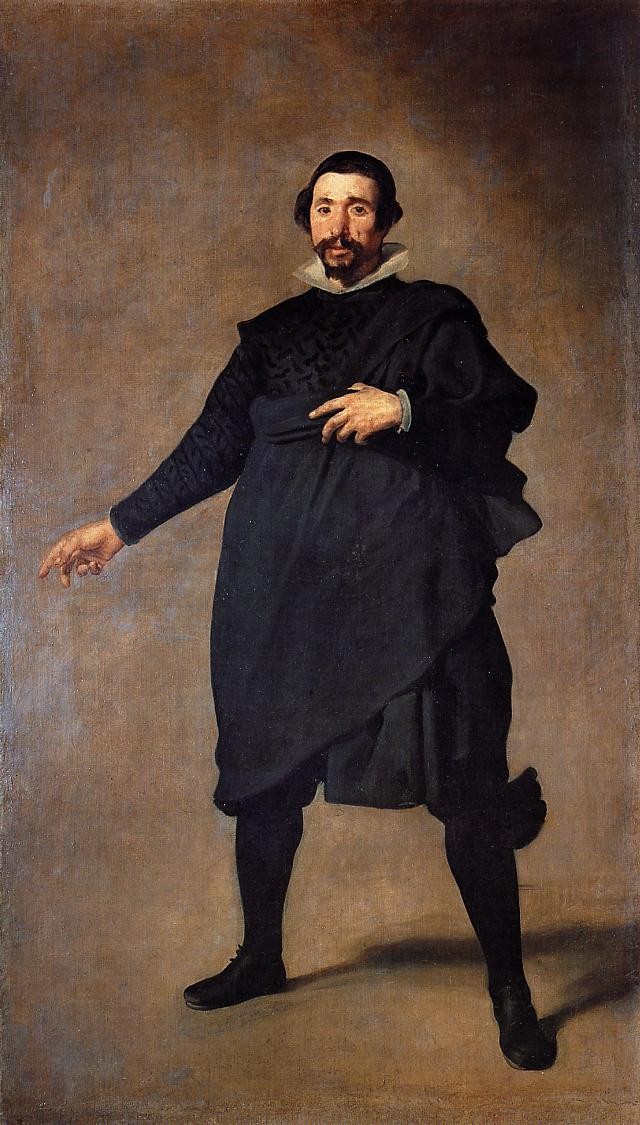
8. Пабло де Вальядолид

1. «Дон Хуан де Калабасас», ок. 1628-29, Художественный музей Кливленда.
2. «Придворный шут по прозвищу Барбаросса» («Дон Кристобаль де Кастаньеда и Перниа»), 1637-40 — шут, хваставшийся своими военными талантами, за что получил прозвище в честь алжирского пирата Хайр-ад-Дин Барбароссы. Шут изображён в турецком красном костюме. Портрет незакончен.
3. «Шут по прозвищу дон Хуан Австрийский», ок. 1632 — прозвище дано шуту в честь знаменитого полководца, побочного сына Карла V, поэтому он изображён с атрибутами парадного портрета военачальника — с доспехами, и пейзажем битвы на заднем плане.
4. Придворный карлик с книгой в руках («Карлик дон Диего де Аседо по прозвищу Эль Примо»), 1644 — по своему сложению Эль Примо (прозвище означает «Кузен») относится к лилипутам непропорционального карликового роста. Происхождение подобной аномалии — последствия тяжёлого рахита, перенесённого в раннем детстве и вызывающего нарушение минерального обмена в растущем организме. Но такие люди, как правило, хорошо учатся, получают образование, обзаводятся семьями. Эль Примо занимал особое место среди придворных шутов: он происходил из древнего дворянского рода и принадлежал к ближайшей свите короля, сопровождая его в поездках по стране. Карлик считался образованным человеком, любил литературу и сам сочинял стихи. Кроме своих шутовских обязанностей, он имел почетную должность в канцелярии королевской печати, да и на портрете он изображён с книгой в руках. Известно, что Эль Примо стал героем мелодраматической истории, когда ревнивый смотритель королевского дворца убил кинжалом свою жену за связь с ним[4].
5. «Шут Хуан де Калабасас» («Эль Бобо дель Кориа»), ок. 1637-39 — шут изображён с высохшими тыквами-погремушками (исп. калабасы, откуда и его прозвище), которые традиционно являются атрибутом глупости. Второе название картины — Эль Бобо («дурак») из Кории. Считается самым ранним из этой серии портретов Веласкеса.
6. Придворный карлик Франсиско Лескано по прозвищу «Дитя из Вальескаса», ок. 1643-45 — неряшливо одетый подросток с крупной головой, большим зобом и постоянно открытым ртом. Одутловатое лицо с седловидным носом, широко расставленные глаза, низкий лоб и непропорционально короткая фигура с толстыми кривыми ножками — характерные признаки больного кретинизмом. Эта болезнь, как правило, связана с резко сниженной функцией щитовидной железы, что вызвано недостаточным потреблением йода с пищей. Кретинизм часто встречается в горных районах с эндемическим распространением зоба. Именно в такой деревушке Вальекас, неподалёку от Мадрида, родился Франциско Лескано. Известно, что Франциско Лескано принадлежал принцу Балтазару Карлосу и умер в 1649 году в возрасте двадцати двух лет.[4].
7. Карлик, сидящий на полу («Дон Себастьяно дель Морра» ?), ок. 1643-44 — шут правителя Фландрии кардинал-инфанта Фердинанда. Причиной физических недостатков Себастьяна де Морра явилась тяжёлая наследственная болезнь, называемая ахондроплазия, при которой  нарушается рост хрящевых и костных тканей. Поэтому у Морра так нарушены все пропорции тела. Но умственные способности, психика и сексуальные способности у таких людей остаются совершенно нормальными. По свидетельствам современников, де Морра был на редкость умный и ироничный человек, к тому же отличавшийся феноменальной физической силой и любвеобильностью[4].
8. «Шут Пабло де Вальядолид», ок. 1636-37

### Последователи
Ученик Веласкеса Карреньо де Миранда продолжил традицию.

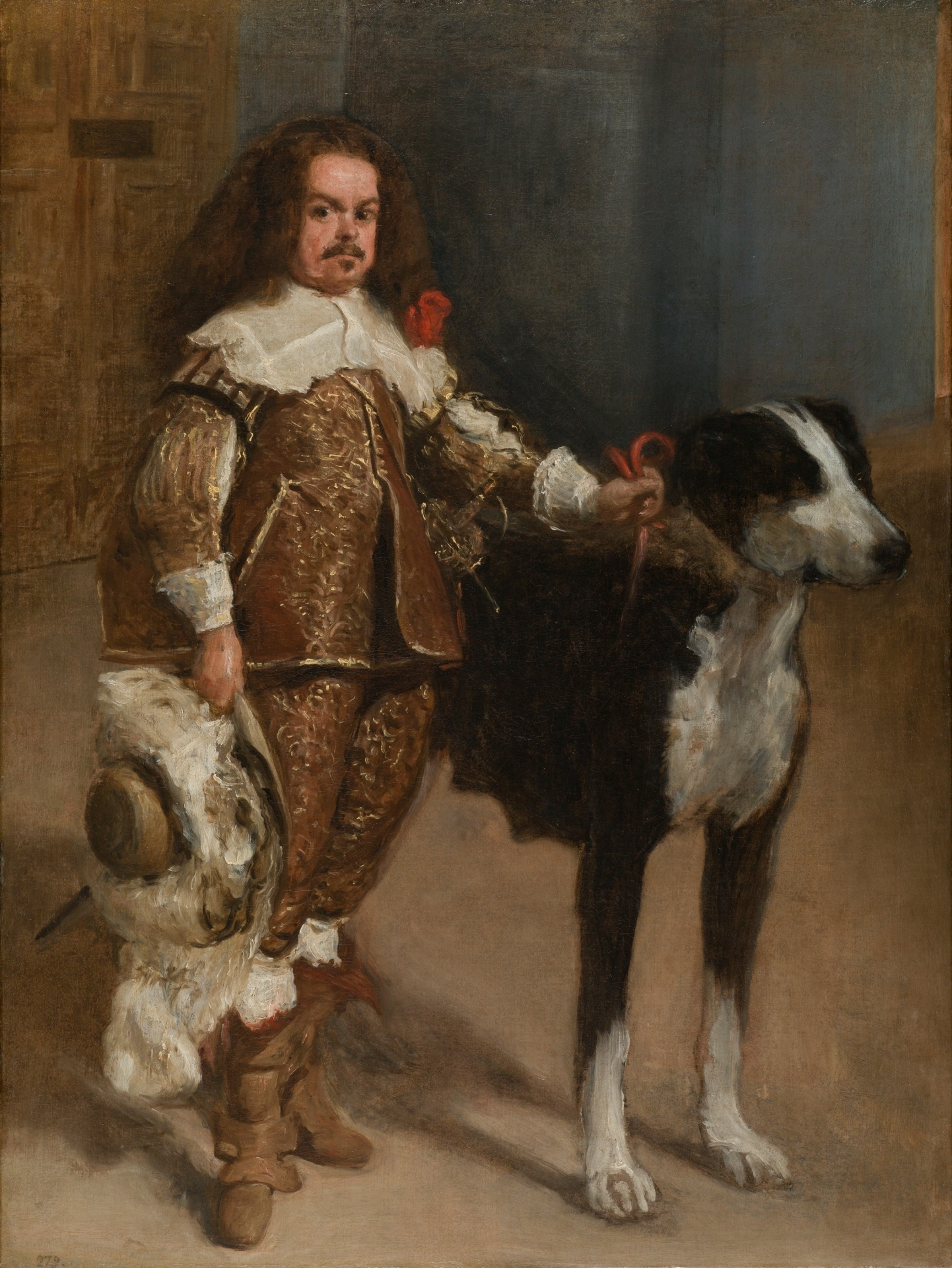
«Придворный карлик с собакой» («Дон Антонио иль Инглес» ?). Считался работой Веласкеса
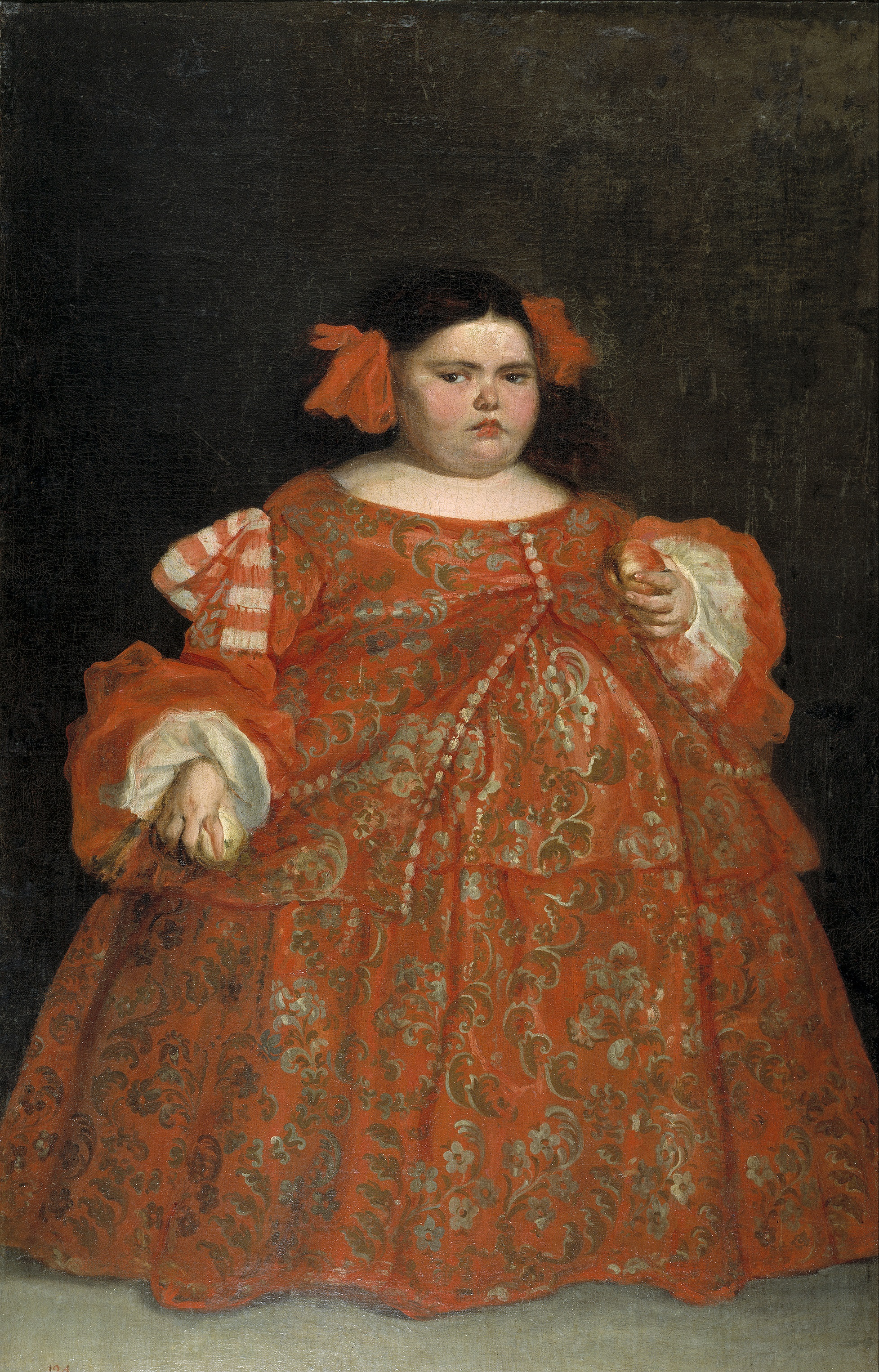
Еухения Мартинес Вальехо (по прозвищу Ла Монструа) одетая
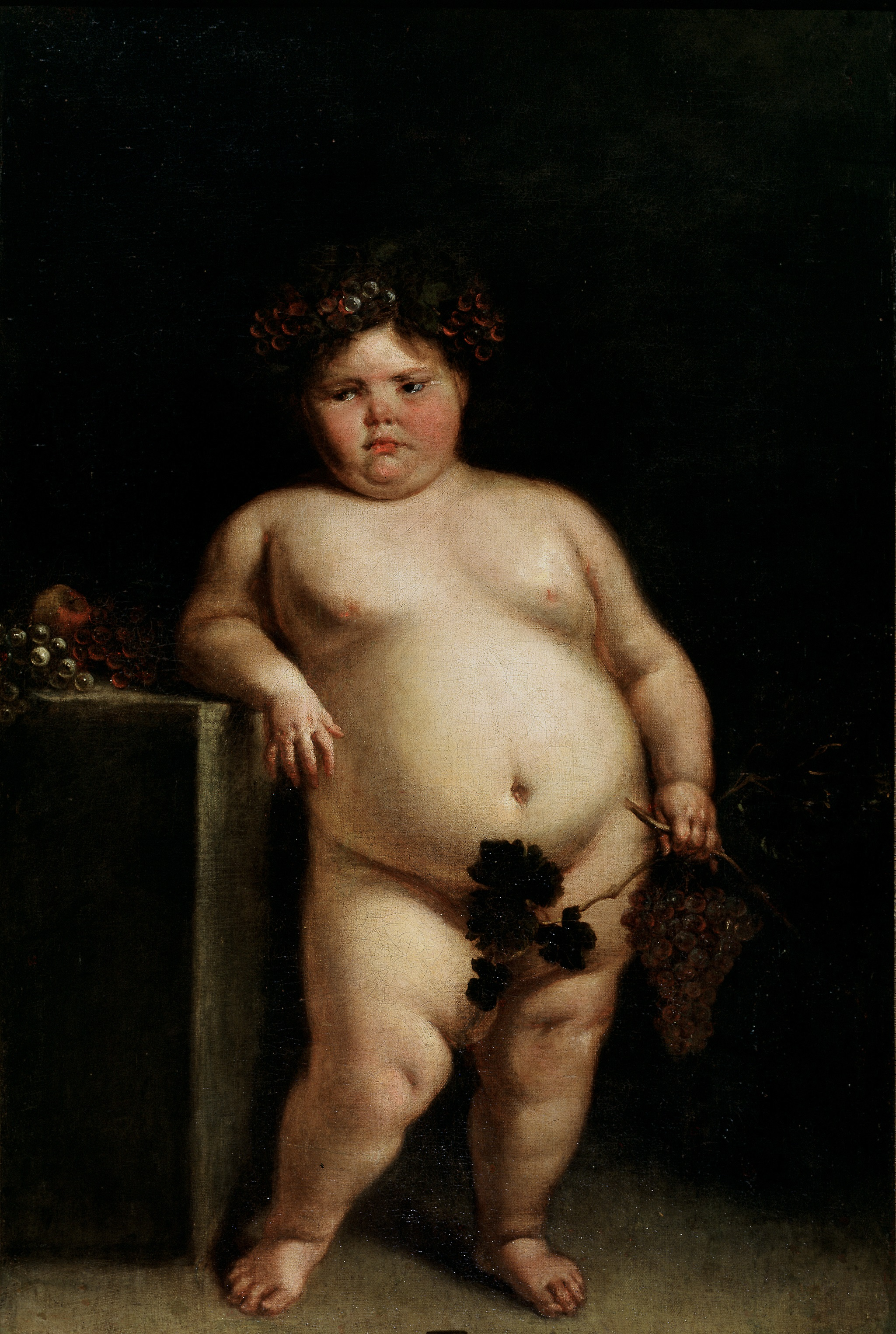
Еухения Мартинес Вальехо обнажённая
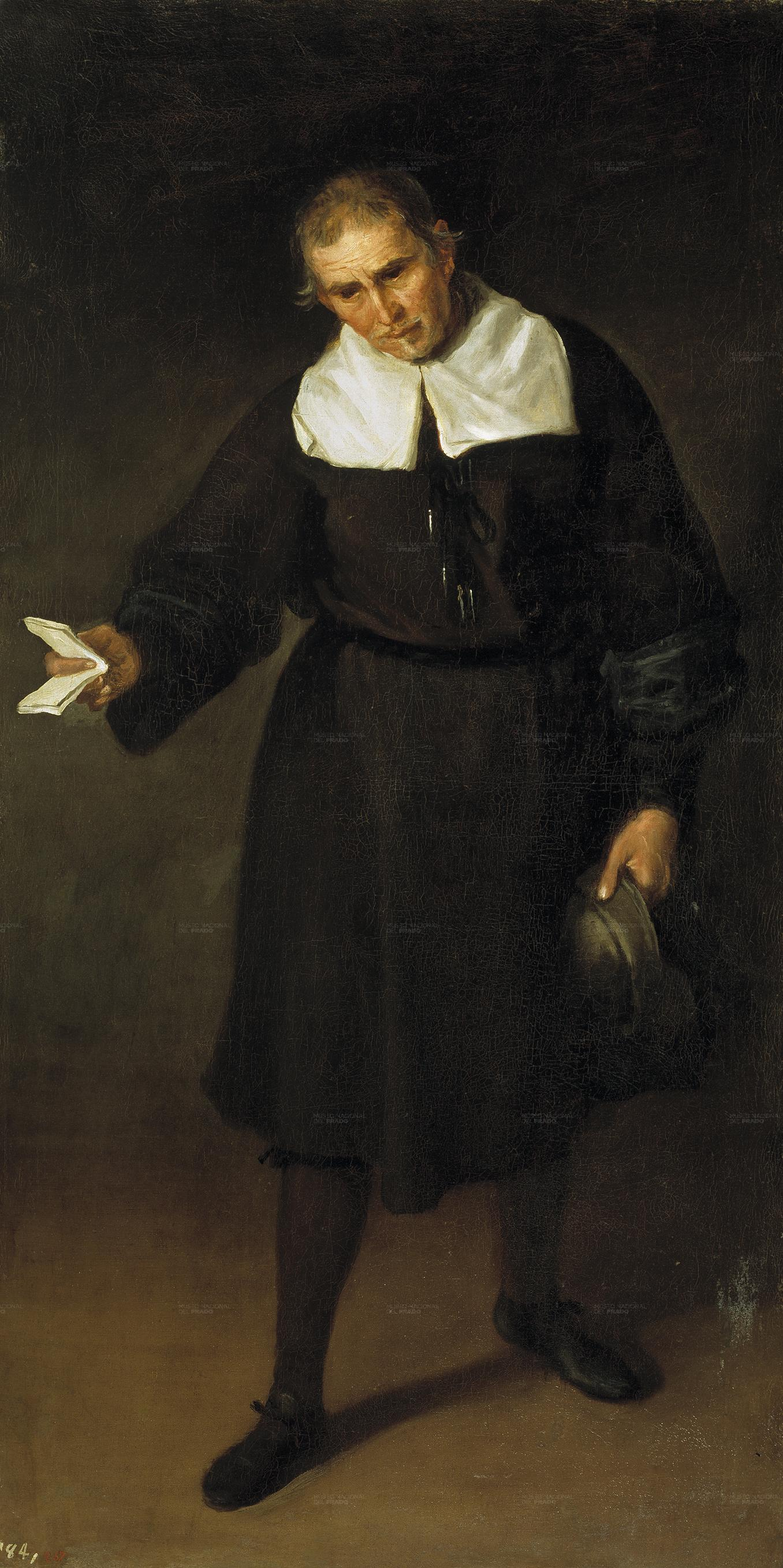
Шут Франсиско Базан
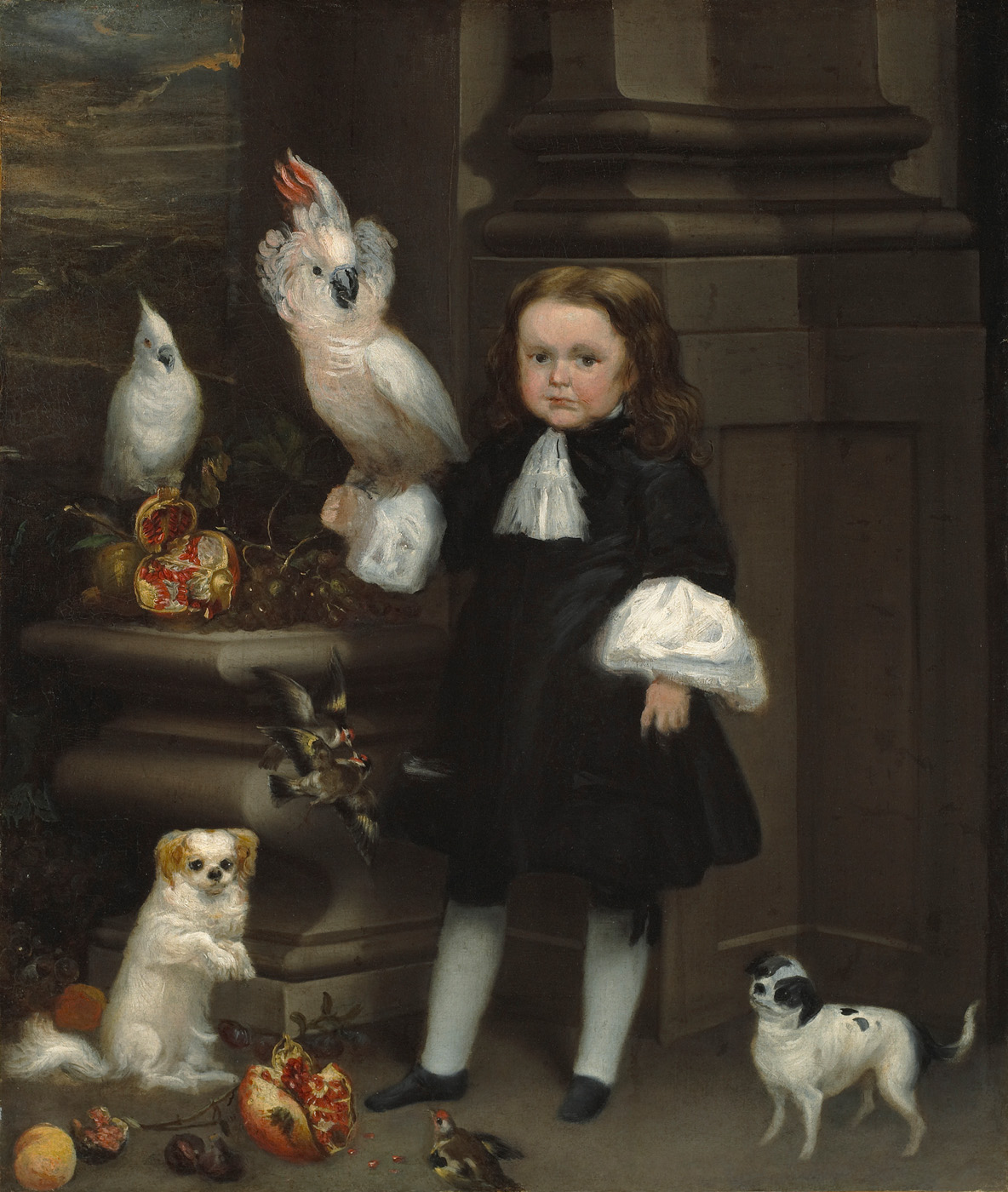
Карлик Мичо